# Kanton Amplepuis
Amplepuis is een voormalig kanton van het Franse departement Rhône. Het kanton maakte deel uit van het arrondissement Villefranche-sur-Saône.
In maart 2015 werd het kanton opgeheven. De gemeente Saint-Just-d'Avray werd overgeheveld naar het kanton Tarare, de overige gemeenten werden onderdeel van een nieuw kanton Thizy-les-Bourgs.

## Gemeenten
Het kanton Amplepuis omvatte de volgende gemeenten:
- Amplepuis (hoofdplaats)
- Cublize
- Meaux-la-Montagne
- Ronno
- Saint-Just-d'Avray
- Saint-Vincent-de-Reins